# HMS 아크 로열 (R07)
HMS 아크 로얄(HMS Ark Royal)은 인빈시블급 항공모함의 마지막 함이다. 스페인 무적함대를 격파한 영국 함대 기함의 이름을 딴 5번째 함이다. HMS 인빈시블의 7도 경사 스키 점프대 대신 12도 스키 점프대를 설치하면서, 아크 로얄은 동급인 인빈시블과 HMS 일러스트리어스 보다 크게 제작되었다. 이것은 VSTOL기의 이륙을 보다 좋게 해주었다. 현재 영국 함대 기함이다. 영국 해군은 현재 HMS 아크 로얄과 HMS 일러스트리어스 2대의 항공모함을 운용중이다.

## 중국에 판매
2011년 영국 정부는 재정위기로 인해, 아크 로얄을 350만파운드에 판매한다고 발표했다. 중국이 구매하려고 한다. 원래 아크로얄은 2015년 퇴역예정이었다. 영국은 1척의 인빈시블급을 운영중인데, 2척의 퀸 엘리자베스급 항공모함을 건조중이다.

## 무기와 비행기

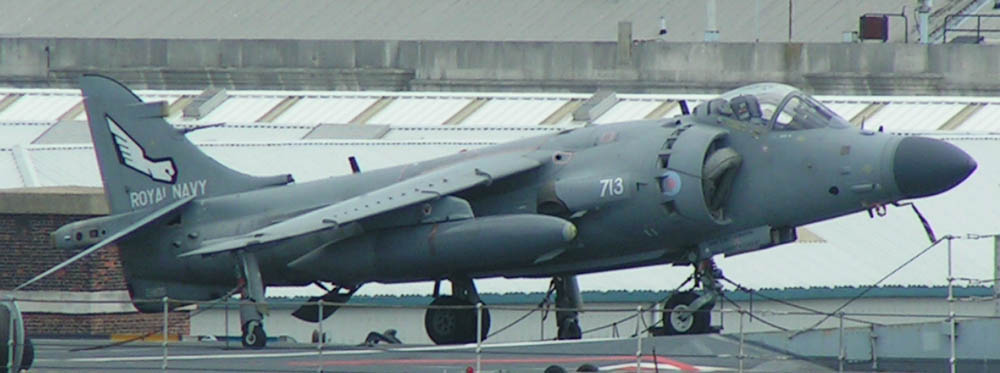
HMS 인빈서블 (R05)의 시 해리어

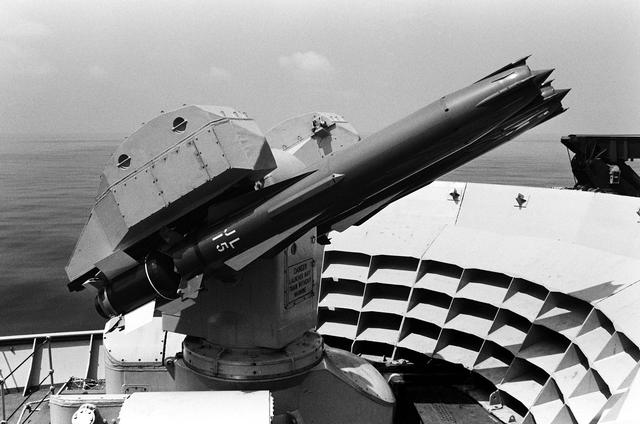
HMS 인빈서블 (R05)의 시 다트

항공모함의 비행 그룹은 9대의 해리어와 12대의 헬리콥터(주로 시킹 헬리콥터인데, 대잠전 또는 공중조기경보를 한다.)로 이루어진다.
항공모함에는 영국 해군 태스크포스를 위한 작전 본부를 제공하기도 한다.
활주로는 170 m 길이이며, 1번함 HMS 인빈시블에는 7도의 스키 점프대가 있으며, 3번함 HMS 아크 로얄에는 12도 경사각의 스키 점프대를 설치했다.

## 갤러리

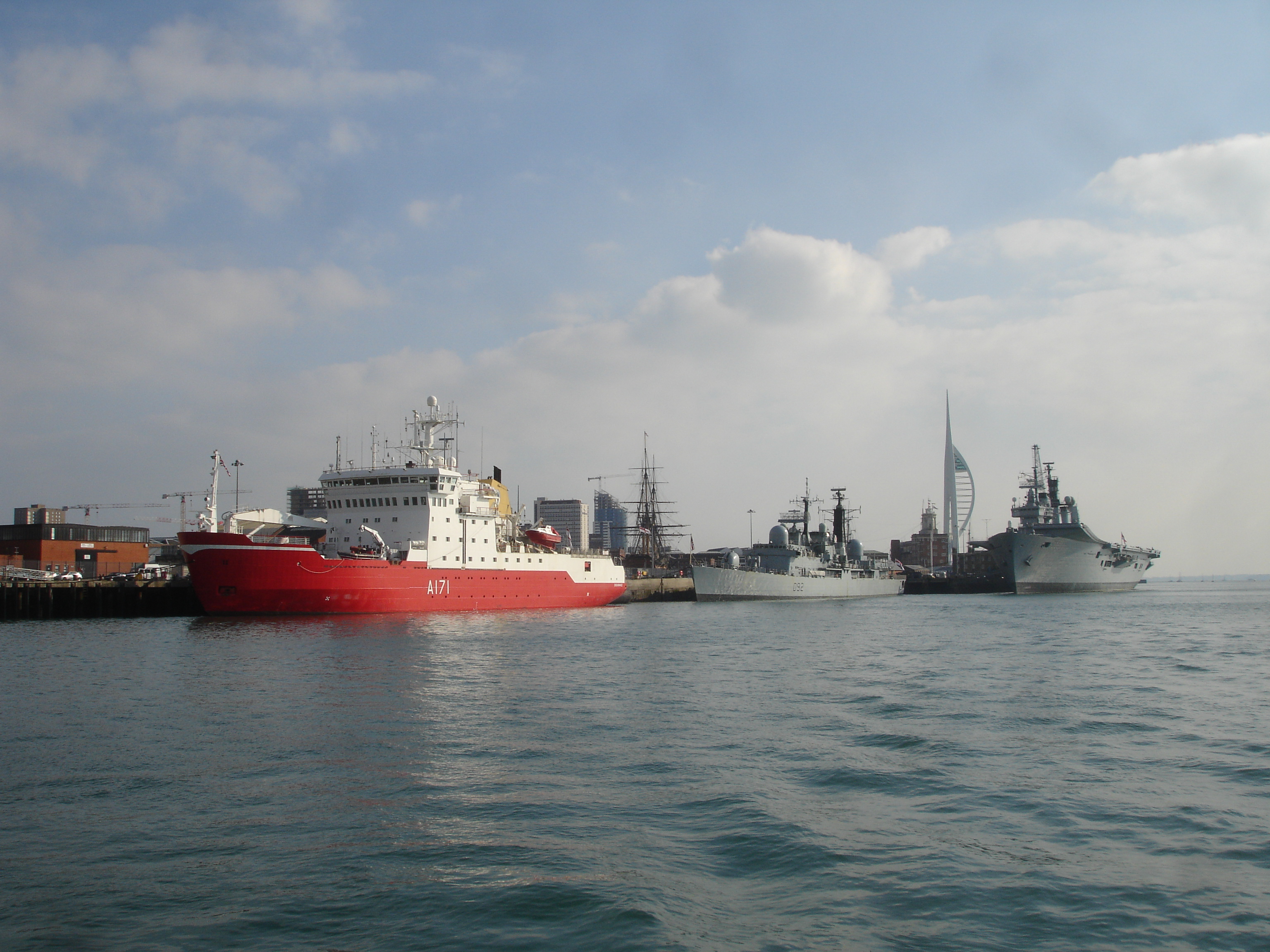
포츠머스에 정박한 HMS 앤듀런스 (A171), HMS 아크 로열, 42형 구축함 HMS 리버풀 (D92)
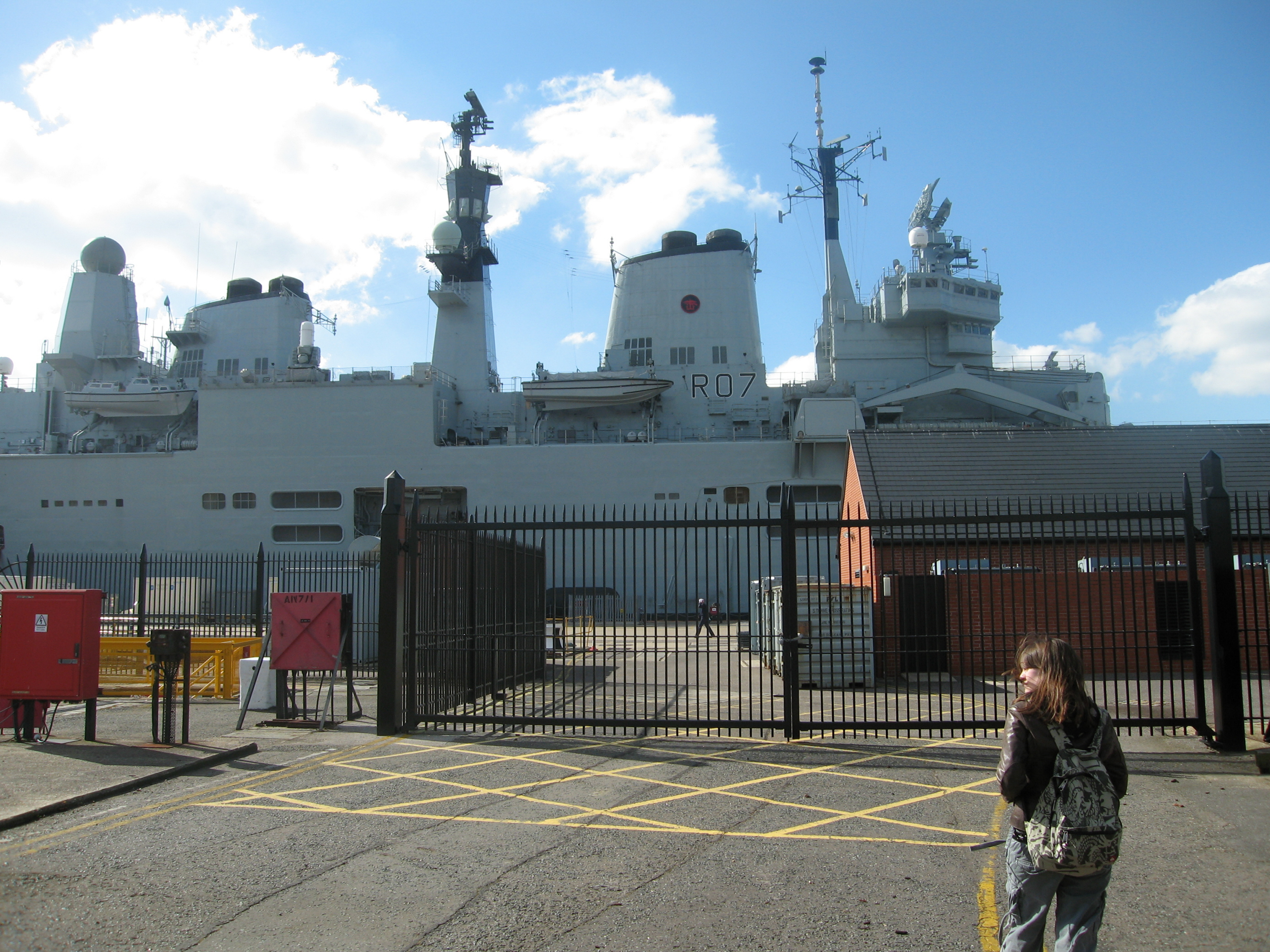
포츠머스에 정박한 HMS 아크 로열 (R07) 2007년 3월 21일
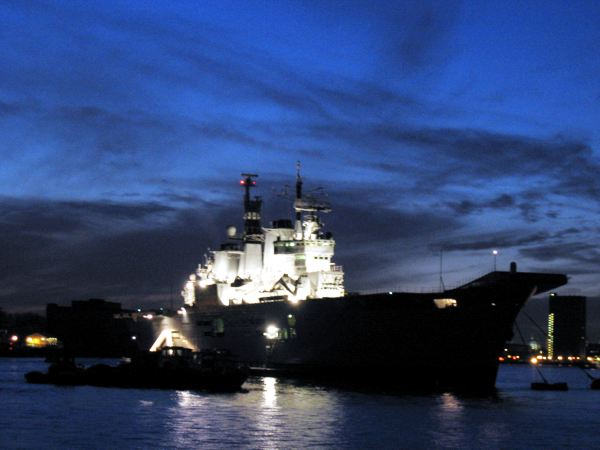
런던 그리니치 선거 안의 HMS 아크 로열 (R07), 2004년 2월 26일
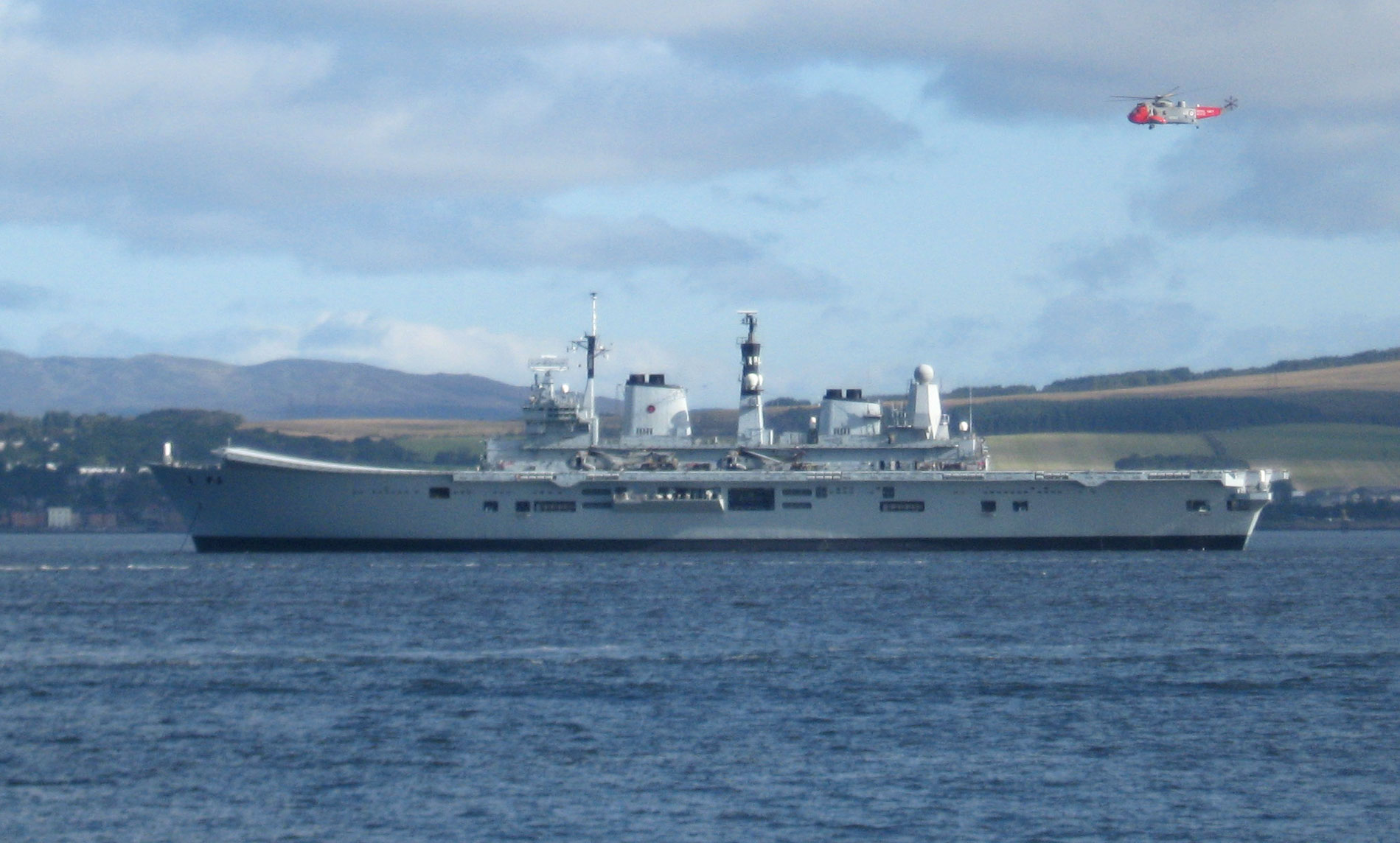
2008년 조인트 워리어 연습에 참가한 HMS 아크 로열 (R07), 그해 10월 5일
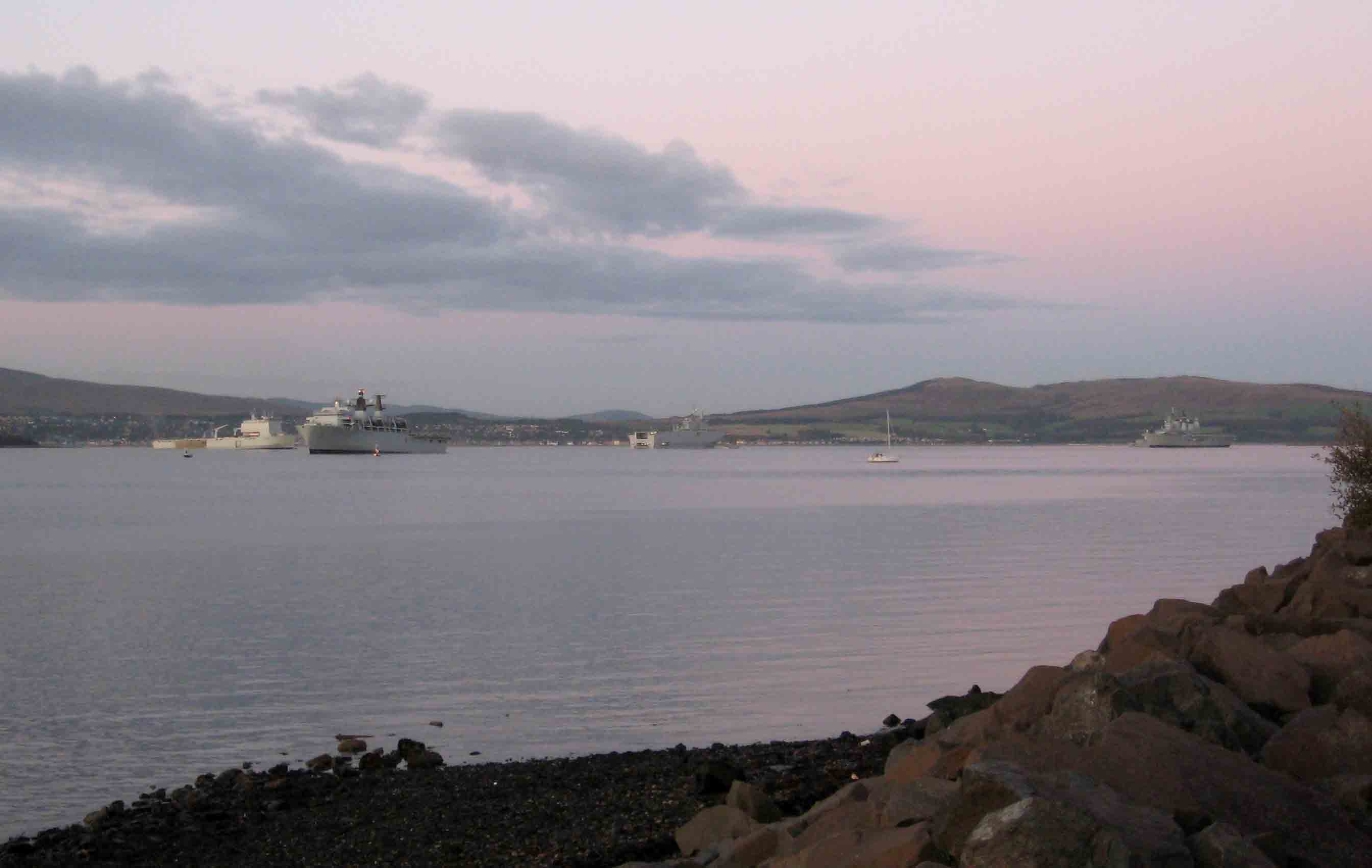
2008년 조인트 워리어 연습에 참가한 HMS 아크 로열 (R07), 그해 10월 5일